# Dasybasis gregaria
Dasybasis gregaria är en tvåvingeart som först beskrevs av Wilhelm Ferdinand Erichson 1842.  Dasybasis gregaria ingår i släktet Dasybasis och familjen bromsar. Inga underarter finns listade i Catalogue of Life.